# Jason Smyth
Jason Lloyd Smyth (* 4. Juli 1987 in Derry, Nordirland) ist ein sehbehinderter irischer Leichtathlet.

## Leben
Smyth begann seine sportliche Karriere als Sprinter 2003. Bei den Weltmeisterschaften in Assen 2006 gelang es Smyth, Gold zu gewinnen und auf 100 m sowie auf 200 m jeweils einen Weltrekord aufzustellen.
Smyth nahm 2008 in Peking erstmals an Paralympischen Spielen teil. Dort gewann er in der T13-Wertung der Männer auf 100 m die zweite Goldmedaille für Irland. Er brach hierbei den von ihm selbst aufgestellten Weltrekord von 10,85 s zuerst in der Qualifikation mit einer Wertung von 10,81 s und dann im Finale mit einer Wertung von 10,62 s. Auch bei der T13-Wertung der Männer auf 200 m konnte er eine Goldmedaille, die dritte für Irland, gewinnen und mit einer Zeit von 21,43 s seinen Weltrekord von 2006 verbessern.
Bei den Leichtathletik-Europameisterschaften 2010 in Barcelona trat Smyth im Wettbewerb der Männer auf 100 m an. Er ist damit der erste Behindertensportler, der bei Leichtathletik-Europameisterschaften teilnahm. Mit einer Zeit von 10,43 s erreichte er das Halbfinale, wo er mit 10,46 s als Laufvierter ausschied.
Nachdem Smyth 2011 über die 100 m beachtliche 10,22 s erreichte, konnte er bei den Leichtathletik-Weltmeisterschaften 2011 in Daegu mit 10,57 s nicht ganz an diese Leistung anknüpfen und schied als Fünfter im Vorlauf aus. Gemeinsam mit Oscar Pistorius ist er damit der erste Behindertensportler, der bei Leichtathletik-Weltmeisterschaften teilnahm.
Bei den Sommer-Paralympics 2012 in London stellte er im Vorlauf des 100-m-Laufes in der T13-Wertung mit 10,54 s einen neuen offiziellen Weltrekord auf. Im darauf folgenden Finale konnte er diesen Wert auf 10,46 s verbessern und so seinen Sieg von 2008 verteidigen. Gleiches gelang ihm auch auf der 200-m-Strecke, wo er im Finale mit 21,05 s ebenfalls einen neuen Weltrekord aufstellte.
Auch im Jahr 2012 war Symth bei den Europameisterschaften über 100 Meter wieder unter den Teilnehmern. Wie 2010 erreichte er das Halbfinale, wo er diesmal mit 10,52 s als Laufsiebter ausschied, nachdem er im Vorlauf eine Zeit von 10,47 s erzielt hatte.

## Erfolge
Weltmeisterschaften
- 2006 Assen, Gold und Weltrekorde auf 100 m und 200 m
- 2013 Lyon, Gold auf 100 m und 200 m

Sommer-Paralympics
- 2008 Peking, Gold und Weltrekord auf 100 m
- 2008 Peking, Gold und Weltrekord auf 200 m
- 2012 London, Gold und Weltrekord auf 100 m
- 2012 London, Gold und Weltrekord auf 200 m
- 2016 Rio de Janeiro, Gold auf 100 m